# 愛するために愛されたい
『愛するために愛されたい』（あいするためにあいされたい）は、2003年7月3日から9月4日まで毎週木曜日21:00 - 21:54に、TBS系で放送された共同テレビ製作のテレビドラマ。
当初全11回の予定だったが、21時台に視聴率4.1%を出すなど低迷し、全10回に変更された。初回のみ、21:00 - 22:04。

## あらすじ
日本にある宇宙機関JASDAでスペースシャトルの打ち上げを目指す秋山達。途中、理沙が訓練中に山道を2キロも転げ落ちて怪我をしたり、星野がルナティックだったり、病気での死亡が示唆されていたはずの宮田が火事で亡くなったり、それにより謎の男・ジョージ松岡が赴任してきたりなどのトラブルもあったが、なんとかシャトルを打ち上げるところまでこぎつける。なお、このシャトル打ち上げプロジェクトには600億円かかっている。
一方、初回でビルから落ちたのになぜか生きている玲子が実はゴーストであったことが、途中の回のナレーションで唐突に視聴者に明かされる。玲子は自分が死んだことを知らずに、今までタンゴを踊ったりシャンパンを飲んだり泡風呂に入ったりと生活してきたのだ。そして亡霊となって現れた宮田のテレパシーにより、玲子自身も自分がゴーストということを知るのであった。
そして、最終回、色々あって急遽搭乗員となった秋山と星野はスペースシャトルに乗り込み宇宙へと赴く。ところが緊急事態が発生し、全ての計器が機能しなくなる。そこで、秋山は、同乗していた星野を脱出カプセルで射出させた後、宇宙空間に浮かび上がりながらタンゴを踊る巨大な玲子と会話をし、宇宙のかなたへ消えるのであった。そして秋山と玲子はどこかの時代のどこかの星に生まれ変わり、恋人同士となるのであった。

## キャスト

### レギュラー出演
秋山元治〈30〉
演 - 坂口憲二
日本人初の有人シャトル打ち上げ計画に臨む宇宙飛行士。NASAで宇宙飛行士としての訓練を終えており、飛べなくなった宮田の代わりに機長に指名される。過去のある出来事から生きる意味や目的と向き合う事を強いられ、その答えが得られぬまま虚無感に囚われていた。チェロを弾くシーンが多い。
仁科玲子〈40〉
演 - 黒木瞳
日本初のシャトル打ち上げ計画への資金供給を取りまとめる投資銀行のディレクター。不慮の事故がきっかけで命を落とすが、強い運命の力によって3ヶ月の時間を与えられ地上に戻される。すべてを手にしているかに見えるが、実際には“何か”が欠けていた。タンゴをよく踊っている。
山崎理沙〈27〉
演 - 菊川怜
日本初のシャトル打ち上げ計画に参加する宇宙飛行士。IQ150の数学の天才。宮田の搭乗辞退を聞き、自分がパイロットとして搭乗することになるのであろうと思っていたが、秋山の出現で彼の控えとして訓練を受ける事となった。
樋口恭子〈22〉
演 - 山田優
JASDA地上スタッフ。宇宙飛行士を目指してJASDAに勤務している。打ち上げプロジェクトのアシスタントを務めながら、実務経験を積んでいる。
水端万里子〈25〉
演 - 斉木のか
日本投資銀行勤務。玲子の秘書。
神崎裕未〈24〉
演 - 曲山えり
JASDA地上スタッフ。飛行士達の健康管理をする医療担当。
北川亮介〈26〉
演 - 遠藤直哉
JASDA地上スタッフ。宇宙飛行士候補生。シャトルの技術志望から宇宙飛行士候補に転向。
星野真二〈35〉
演 - 武田修宏
理沙の同僚の宇宙飛行士候補。ただし、パイロットではなくミッションスペシャリストである。
宮田哲史〈40〉
演 - 柳葉敏郎
日本初のシャトル打ち上げプロジェクトのリーダー。NASAで日本人初の機長として認められた宇宙飛行士。自身がシャトルのパイロットとして飛ぶ予定だったが、身体に異変を感じ辞退し、後任に秋山を指名する。
蓮見孝一郎〈59〉
演 - 草刈正雄
国内第2位のシェアを持つ巨大メーカーグループ各社を束ねる会長。玲子の良き理解者。

### ゲスト
ジョージ松岡
演 - 西岡徳馬
主任管制官。
西嶋
演 - 伊原剛志

## スタッフ
- 脚本 - 梅田みか、武井彩
- 音楽 - 石田勝範
- 演出 - 小林義則、松田秀知、星田良子、森永恭朗
- 主題歌 - スティング「Moon Over Bourbon Street (Cornelius Mix)」
- 挿入歌 - 池田綾子「I will」
- プロデューサー - 中山和記

## 放送日程
| 話数                                                      | 放送日        | サブタイトル               | 脚本     | 演出     | 視聴率 |
| --------------------------------------------------------- | ------------- | -------------------------- | -------- | -------- | ------ |
| 第1話                                                     | 2003年7月03日 | 出逢い・ソウル・別れ       | 梅田みか | 小林義則 | 11.5%  |
| 第2話                                                     | 2003年7月10日 | 再会・消えない過去         | 梅田みか | 松田秀知 | 09.2%  |
| 第3話                                                     | 2003年7月17日 | 愛しい人よ消えないで       | 武井彩   | 小林義則 | 07.1%  |
| 第4話                                                     | 2003年7月24日 | 衝動的な想い､そしてキス    | 梅田みか | 松田秀知 | 05.5%  |
| 第5話                                                     | 2003年7月31日 | 森の中・衝撃の一夜         | 武井彩   | 小林義則 | 06.8%  |
| 第6話                                                     | 2003年8月07日 | 愛に気づく女、愛に迷う男…  | 梅田みか | 星田良子 | 04.3%  |
| 第7話                                                     | 2003年8月14日 | さようなら永遠の友よ       | 武井彩   | 松田秀知 | 06.9%  |
| 第8話                                                     | 2003年8月21日 | 切なく愛して・結ばれた二人 | 梅田みか | 小林義則 | 04.1%  |
| 第9話                                                     | 2003年8月28日 | 残された時間の中で…        | 武井彩   | 森永恭朗 | 04.6%  |
| 最終話                                                    | 2003年9月04日 | さよならは、キスの後で     | 梅田みか | 小林義則 | 05.6%  |
| 平均視聴率 6.6%（視聴率は関東地区・ビデオリサーチ社調べ） |               |                            |          |          |        |

## 製作意図
プロデューサーの著書によると、このドラマは、究極の「男と女」を主人公に、人間存在や宇宙に関する世界観を通し、愛のあり方を描くことをねらいとしていた。
主人公の男は「最高の知性と教養を身につけた、愁いのある」男で、「アルマーニのスーツを着ている」。また、主人公の女は「ダンスができて、どんなファッションもこなす」「ヴェルサーチを着た」「頭の切れるヒロイン」。
多くの回で、冒頭に8行詩が映し出されていたが、これはこのドラマの根底を貫く世界観を端的にまとめたものである。